# Sexy Beast
Sexy Beast ist ein britisch-spanischer Krimi von Jonathan Glazer aus dem Jahr 2000 mit Ray Winstone und Ben Kingsley in den Hauptrollen.

## Handlung
Der Brite Gary „Gal“ Dove, einst der beste Safeknacker in ganz London, hat nachdem er eine 9-jährige Gefängnisstrafe verbüßen musste, sein kriminelles Leben hinter sich gelassen und lebt nun mit seiner Frau Deedee, einer ehemaligen Pornodarstellerin und seinen Freunden Aitch und Jackie in seiner Villa in Spanien und genießt seinen Ruhestand.
Als er eines Tages, wie gewohnt, am Pool liegt und sich bräunt, löst sich plötzlich in den umliegenden Bergen ein Felsbrocken, welcher ungebremst auf ihn herabrollt, in seinen Pool fällt und ihn nur haarscharf verfehlt.
Am nächsten Tag erfährt Gal von Aitch und Jackie, welche sichtlich bestürzt hierüber sind, dass seine alte Gang in London einen großen Coup plant, bei dem sie ihn dabeihaben wollen. Gal will zwar einfach nein sagen, jedoch wurde ihm aus London, der berüchtigte, psychopathische Mittelsmann Don Logan vorbeigeschickt, welcher Gal davon überzeugen soll mitzumachen.
In der Nacht hat Gal einen Traum, in dem ihm ein hasenartiges Monster mit einer Uzi begegnet.
Als Don Logan kurz darauf bei Gal in Spanien eintrifft, macht dieser sich gleich durch sein bedrohliches und dominantes Auftreten bemerkbar, beschimpft Gal u. a. als faul, macht Anspielungen bezüglich Deedees Vergangenheit als Pornodarstellerin und terrorisiert Gal mit zunehmender Aggressivität und Unberechenbarkeit um diesen doch noch zur Teilnahme am Coup bewegen. Gal lehnt zwar immer wieder ab, doch Don akzeptiert kein Nein.
Als Gal während einer von Dons Tiraden andeutet, dass Don nicht nur aus professionellen Gründen, sondern auch wegen Aitchs Freundin Jackie gekommen (Don hatte Gal zuvor erzählt, dass er mal mit Jackie geschlafen habe), reist Don abrupt ab.
Gal und seine Freunde wollen dies zunächst feiern, doch da Don im Flugzeug kurz vor Start seine Zigarette nicht ausmachen wollte, musste er das Flugzeug verlassen und kehrt wutentbrannt zu Gal zurück, wo er seinen Frust erneut an Gal, Deedee, Aitch und Jackie auslässt und Gal schließlich sogar eine Bierflasche über den Kopf zieht. Jedoch schießt Deedee Don mit Gals Jagdgewehr in den Bauch, woraufhin die vier Don brutal zu Tode prügeln und seine Leiche unter dem Pool vergraben, welcher wegen des Vorfalls mit dem Felsbrockens ausgebessert werden musste.
Um kein Aufsehen zu erregen, reist Gal schließlich doch nach London, um an dem Coup teilzunehmen und behauptet nichts von Dons Verbleib zu wissen. Der Coup geschieht unter der Leitung des berüchtigten Gangsters Teddy Bass und hat einen unterirdischen Tresorraum, gesichert durch eine meterdicke Stahltür, voller Schließfächer mit Wertgegenständen zum Ziel. Der Plan ist, über ein benachbartes Dampfbad die Wand des Tresorraums zu durchbohren, diesen mit Wasser zu fluten und die Schließfächer einzeln auszuräumen. Gal steckt sich hierbei heimlich ein paar Ohrringe für Deedee ein.
Der Coup ist zwar ein voller Erfolg, doch Anführer Teddy Bass ahnt offensichtlich, dass an Dons Verschwinden etwas faul ist.
Als Gal abreisen will, besteht Teddy darauf, Gal zum Flughafen zu fahren. Statt zum Flughafen fährt er ihn jedoch zum Haus des Bänkers Harry, über welchen er überhaupt erst auf des Ziel des Coups aufmerksam geworden war. Dort angekommen erschießt er Harry kaltblütig vor Gals Augen und fragt ihn, wo Don ist.
Überraschenderweise lässt Bass Gal am Leben und fährt ihn zum Flughafen Heathrow. Dort angekommen macht Teddy Gal klar, dass er nur noch am Leben ist, weil Don ihm komplett egal ist. Teddy deutet zudem an, dass er Gal mal in Spanien besuchen müsse und zahlt ihm schließlich für den Coup lediglich 10 Pfund.
Gal kehrt zurück in sein gewohntes, entspanntes Leben. Er hört in seinem Kopf die Stimme von Don, welchem Gal jedoch sagt, dass er tot sei, weswegen er die Klappe halten solle.
Die letzte Szene wechselt unter den Pool, wo das Hasenmonster aus Gals Traum Dons Sarg auftritt. Dieser raucht jedoch seine Zigarette und scheint von der Kreatur wenig beeindruckt.

## Kritiken
Anthony Lane stellte im New Yorker am 18. Juni 2001 fest, allein der Name „Don Logan“ klinge so furchterregend wie der Name „Keyser Söze“. Er fuhr fort, man sehe Ben Kingsley „versteinert“ zu wie einer „Kobra in Menschengestalt“, oder mit anderen Worten dieser führe sich auf wie der „Anti-Gandhi“ schlechthin.
Michael Haberlander schrieb in Artechock, dass der Film „frisch und kreativ inszeniert“ sei und auch eine „psychologische Tiefe“ aufzubieten habe.
Der Spiegel bescheinigte am 24. Juni 2002: „In dieser ambitionierten, manchmal sehr kargen, dann wiederum ziemlich wüsten Genre-Variation aus England liefert Kingsley sein Meisterschurkenstück.“
Im Lexikon des internationalen Films steht: „Dabei setzt das Drehbuch nur vordergründig auf die psychologischen Motive der Protagonisten, deren rüde Sprache die Grenze zum guten Geschmack weit hinter sich lässt. Kameraarbeit und Soundtrack sind bemerkenswert, die Figuren gut besetzt. Ben Kingsley und Ray Winstone spielen nicht ohne Erfolg gegen ihr Image, aber auch sie können gegen die Banalität des Bösen wenig ausrichten.“
Rotten Tomatoes zählte bis zum 12. Mai 2023 bei 138 ausgewerteten Kritiken einen Anteil positiver Bewertungen von 86 Prozent (95 Prozent von 41 Topkritikern). In der IMDb steht der Film am 12. Mai 2023 mit 63.487 Zuschauerbewertungen bei 7,3 von 10 Punkten.

## Hintergründe
Sexy Beast ist der erste Spielfilm des Regisseurs Jonathan Glazer, welcher zuvor bereits als Werbe- und Musikvideoregisseur Erfolg hatte.
Der Film wurde im spanischen Almería sowie in London, Luton und Waltham Cross gedreht. Die Villa des Films befindet sich im andalusischen Fischerdorf Agua Amarga.
Als Vorbereitung für seine Rolle als Gal Dove reiste Ray Winstone für mehrere Wochen nach Spanien, wo er viel in der Sonne lag, um eine gewisse Bräune zu kriegen. Zudem aß er übermäßig viel von der lokalen Küche und trank viel Wodka, um Gewicht zuzulegen und außer Form zu wirken. Später nannte er dies „die beste Rollenvorbereitung seiner Karriere“.
Für die Rolle des Don Logans waren vor Ben Kingsley Winstone selbst, als auch Anthony Hopkins im Gespräch. Eine große Inspiration für seine Darbietung als Don Logan, war laut Kingsleys eigener Aussage, seine Großmutter.
Bei einem Budget von 4,3 Millionen US-Dollar spielte der Film weltweit etwa 10,2 Millionen US-Dollar ein.
Sexy Beast markiert zudem die letzte Rolle des Schauspielers Cavan Kendall, welcher Gals besten Freund Aitch spielt, da Kendall am 29. Oktober 1999, kurz nach Ende der Dreharbeiten, an Krebs starb. Im Abspann befindet sich die Widmung „Good Bye Sweet Cavan“.

## Auszeichnungen (Auswahl)
Für die Rolle des Don Logans wurde Ben Kingsley mit zahlreichen Auszeichnungen geehrt. Unter anderem erhielt er 2001 den Europäischen Filmpreis in der Kategorie Bester Darsteller. Für den Oscar sowie den Golden Globe wurde er 2002 jeweils in der Kategorie Bester Nebendarsteller nominiert.